# Kugelsegment
Ein Kugelsegment oder Kugelabschnitt ist ein Teil eines Kugelkörpers, der durch den Schnitt mit einer Ebene abgetrennt wird. Ein Kugelsegment hat die Form einer Kuppel und besitzt als Grundfläche eine Kreisscheibe. Ein Kugelsegment ist ein Sonderfall einer Kugelschicht, bei der die Höhe bis an die Kugeloberfläche heranreicht. Eine Halbkugel ist wiederum ein Sonderfall eines Kugelsegments, bei der die Schnittebene den Kugelmittelpunkt enthält. Der gekrümmte Teil der Oberfläche eines Kugelsegments wird Kugelkalotte, auch Kugelkappe oder Kugelhaube genannt.

## Formeln

Der blaue Körper ist ein Kugelsegment; der rosa Restkörper ebenfalls.

Für die Berechnung von Volumen, Mantelfläche und Oberfläche eines Kugelsegments gelten die folgenden Formeln. Dabei bezeichnet {\displaystyle r} den Radius der Kugel, {\displaystyle a} den Radius des Basiskreises des Kugelsegments und {\displaystyle h} die Höhe des Kugelsegments.
Diese drei Größen sind nicht unabhängig voneinander. Das Kugelsegment ist durch zwei beliebige dieser drei Größen bestimmt. Aus zwei der drei Größen lässt sich die dritte nach dem Satz des Pythagoras berechnen
{\displaystyle (r-h)^{2}+a^{2}=r^{2}}, bzw. {\displaystyle 2rh=a^{2}+h^{2}}
In den folgenden Formeln ist bei ± Minus zu nehmen, wenn das Kugelsegment weniger als die halbe Kugel groß ist, sonst Plus.
{\displaystyle h=r\pm {\sqrt {r^{2}-a^{2}}}}
{\displaystyle h^{2}=2r\,(r\pm {\sqrt {r^{2}-a^{2}}})-a^{2}}
Statt {\displaystyle a} und {\displaystyle h} reicht auch die Angabe des Winkels {\displaystyle \theta _{0}} des Basiskreises (siehe Abbildung). Es gilt:
{\displaystyle a=r\,\sin \theta _{0}}
{\displaystyle h=r\,(1-\cos \theta _{0})}
Es gibt deshalb jeweils mehrere Formeln, je nachdem, welche der Größen gegeben sind.
| Volumen                        | {\displaystyle V_{r,h}={\frac {\pi }{3}}h^{2}\,(3r-h)}                                                                      |
| Volumen                        | {\displaystyle V_{h,a}={\frac {\pi }{6}}h\,(3a^{2}+h^{2})}                                                                  |
| Volumen                        | {\displaystyle V_{r,a}={\frac {\pi }{3}}\,(r\pm {\sqrt {r^{2}-a^{2}}})\,\left(a^{2}+r\,(r\pm {\sqrt {r^{2}-a^{2}}})\right)} |
| Volumen                        | {\displaystyle V_{r,\theta _{0}}={\frac {\pi }{3}}\,r^{3}\,(2+\cos \theta _{0})\,(1-\cos \theta _{0})^{2}}                  |
| Flächeninhalt der Oberfläche   | {\displaystyle O_{r,h,a}=\pi \,(2rh+a^{2})}                                                                                 |
| Flächeninhalt der Oberfläche   | {\displaystyle O_{r,h}=\pi \,h(4r-h)}                                                                                       |
| Flächeninhalt der Oberfläche   | {\displaystyle O_{h,a}=\pi \,(2a^{2}+h^{2})}                                                                                |
| Flächeninhalt der Oberfläche   | {\displaystyle O_{r,a}=\pi \left(a^{2}+2r\,(r\pm {\sqrt {r^{2}-a^{2}}})\right)}                                             |
| Flächeninhalt der Oberfläche   | {\displaystyle O_{r,\theta _{0}}=2\pi \,r^{2}\,(1-\cos \theta _{0}+{\tfrac {1}{2}}\sin ^{2}\theta _{0})}                    |
| Flächeninhalt der Mantelfläche | {\displaystyle M_{r,h}=2\pi \,rh}                                                                                           |
| Flächeninhalt der Mantelfläche | {\displaystyle M_{h,a}=\pi \,(a^{2}+h^{2})}                                                                                 |
| Flächeninhalt der Mantelfläche | {\displaystyle M_{r,a}=2\pi \,r\,\left(r\pm {\sqrt {r^{2}-a^{2}}}\right)}                                                   |
| Flächeninhalt der Mantelfläche | {\displaystyle M_{r,\theta _{0}}=2\pi \,r^{2}\,(1-\cos \theta _{0})}                                                        |

### Sonderfälle
Für {\displaystyle h=r} ist {\displaystyle a=r} und das Kugelsegment eine Halbkugel: {\displaystyle V={\tfrac {2\pi }{3}}r^{3},\ M=2\pi r^{2},\ O=3\pi r^{2}.}
Für {\displaystyle h=2r} ist {\displaystyle a=0} und das Kugelsegment ist eine ganze Kugel: {\displaystyle V={\tfrac {4\pi }{3}}r^{3},\ M=O=4\pi r^{2}.}

### Herleitung

Kugelkappe: Funktion für das Volumenintegral

Nach dem Satz des Pythagoras gilt: {\displaystyle (r-h)^{2}+a^{2}=r^{2}}. Auflösen der Klammer liefert:
{\displaystyle 2rh=a^{2}+h^{2}}.
Das Volumen eines Kugelsegments ergibt sich aus dem Volumenintegral für Rotationskörper für den Kreisbogen {\displaystyle y=f(x)={\sqrt {r^{2}-(x-r)^{2}}}={\sqrt {2rx-x^{2}}}}:
{\displaystyle V=\pi \int \limits _{0}^{h}f(x)^{2}\,dx=\pi \int \limits _{0}^{h}2rx-x^{2}\,dx={\frac {\pi \,h^{2}}{3}}\,(3r-h)}.
Entsprechend ergibt sich die Mantelfläche eines Kugelsegments (ohne Basiskreis) aus der Flächenformel für Rotationsflächen
{\displaystyle M=2\pi \int \limits _{0}^{h}f(x){\sqrt {1+f'(x)^{2}}}\,dx=2\pi \,r\int \limits _{0}^{h}dx=2\pi \,rh} .
Und mit Basiskreis: {\displaystyle O=\pi \,(2rh+a^{2})=\pi \,(2a^{2}+h^{2})}.

## Höherdimensionale euklidische Räume
Eine Kalotte im n-dimensionalen Raum hat Volumen und Mantelfläche
{\displaystyle V_{cap^{n}}={\frac {\pi ^{\frac {n-1}{2}}\,r^{n}}{\,\Gamma \left({\frac {n+1}{2}}\right)}}\int \limits _{0}^{\arccos \left({\frac {r-h}{r}}\right)}\sin ^{n}(\theta )\,\mathrm {d} \theta ={\frac {1}{2}}V_{n}\,r^{n}I_{(2rh-h^{2})/r^{2}}\left({\frac {n+1}{2}},{\frac {1}{2}}\right)}
{\displaystyle M_{cap^{n}}={\frac {1}{2}}M_{n}\,r^{n-1}I_{(2rh-h^{2})/r^{2}}\left({\frac {n-1}{2}},{\frac {1}{2}}\right)}
mit
- der Gammafunktion Γ
- dem Vollvolumen {\displaystyle V_{n}}
- dem vollen Mantel {\displaystyle M_{n}}
- der regularisierten Betafunktion {\displaystyle I_{sin^{2}(\theta _{0})}(n/2,1/2)={\tfrac {B(sin^{2}(\theta _{0}),n/2,1/2)}{B(n/2,1/2)}}} mit den Werten {\displaystyle 2\phi /\pi } für n=1, {\displaystyle 1-\cos(\phi )} für n=2, {\displaystyle 2\phi -\sin(2\phi )/\pi } für n=3 und {\displaystyle 1-3\cos(\phi )/2+\cos ^{3}(\phi )/2} für n=4.

### Vierdimensionale Kalotte
Eine Kalotte im 4-dimensionalen Raum hat die Mantelfläche
{\displaystyle M_{cap^{4}}=r^{3}\pi (2\theta -\sin(2\theta ))}
Von Interesse ist hier auch der Rand des Kalottenmantels
{\displaystyle U_{cap^{4}}=4a^{2}\pi }